# Вербицька сільська рада (Жидачівський район)
Вербицька сільська рада — орган місцевого самоврядування у Жидачівському районі Львівської області. Адміністративний центр — село Вербиця.

## Загальні відомості
Вербицька сільська рада утворена в 1939 році. Територією ради протікає річка Луг.

## Населені пункти
Сільській раді підпорядковані населені пункти:
- с. Вербиця
- с. Вовчатичі
- с. Садки
- с. Сугрів

## Склад ради
Рада складається з 16 депутатів та голови.

### Керівний склад попередніх скликань
| ПІБ                    | Основні відомості                                                 | Дата обрання | Дата звільнення |
| ---------------------- | ----------------------------------------------------------------- | ------------ | --------------- |
| Добуш Юрій Степанович  | Сільський голова, 1952 року народження, освіта вища, безпартійний | 26.03.2006   | 31.10.2010      |
| Довбуш Юрій Степанович | Сільський голова, 1952 року народження, освіта вища, безпартійний | 31.10.2010   |                 |

Примітка: таблиця складена за даними джерела